# 原典主义
原典主义（英語：Originalism）又稱原義主義、原旨主義，是《美国宪法》解释的一个概念，这一概念主张对宪法中的一切说法进行解释都应该以“通过宪法时”的原本理解为基础，认为宪法自通过后应保持稳定，其内容的含义只能通过《美国宪法》第五条所制定的步骤来改变。与这一概念相对的是“活的宪法”。原典主义源自保守派对美国最高法院在布朗訴托皮卡教育局案判决的不满，并在20世纪60年代得到了反对民权运动人士的支持。

## 持该观点者
- 兰迪·巴内特
- 埃米·科尼·巴雷特